# کیک محبوب من
کیک محبوب من فیلمی درام محصول سال ۲۰۲۴ به نویسندگی و کارگردانی مشترکِ مریم مقدم و بهتاش صناعی‌ها است. لیلی فرهادپور و اسماعیل محرابی در این فیلم بازی می‌کنند. این فیلم به زنی می‌پردازد که تصمیم می‌گیرد علیرغم همهٔ محدودیت‌های محل زندگی‌اش برای زنان، خواسته‌های خود را برآورده کند و سرانجام با مردی به نام فرامرز آشنا می‌شود.
این فیلم، تولید مشترک ایران، فرانسه، سوئد و آلمان است و در ۱۶ فوریهٔ ۲۰۲۴ در هفتاد و چهارمین جشنواره بین‌المللی فیلم برلین به نمایش درآمد. این فیلم در این رویداد سینمایی برای دریافت جایزه خرس طلایی در رقابت بود.

## خلاصه داستان
مهین (لیلی فرهادپور) که ۳۰ سال است که به‌خاطر فوت همسرش تنها زندگی می‌کند، از زمان مهاجرت دو فرزند و نوه‌هایش در خانه آرام خود در حومه تهران، درد انزوا را هر روز احساس می‌کند. داستان مهین تعمقی در عشق و فقدان، تنهایی و پیری است در مورد اینکه چگونه زنان با سرنوشت بیوه شدن کنار می‌آیند، زیرا می‌دانند که تقریباً به‌طور قطع از شوهران‌شان بیشتر زنده خواهند ماند. مهین خودش بیوه‌ای تنها است که هر چند تماس‌های تصویری تلفنی با دخترش وجود دارد اما به نوعی هرگز اجازه گفتگوی صحیح را نمی‌دهد. او به‌سختی به خواب می‌رود و قبل از ظهر بیدار نمی‌شود. او گیاهان باغ خود را آبیاری می‌کند، به خرید می‌رود و خود را برای پذیرایی از دوستانش در یک گردهمایی زنانه آماده می‌کند. گردهمایی‌هایی که قبلاً هفتگی بود و اکنون تبدیل به دیداری یگانه در سال شده است.
موضوع اصلی گفتگوی آنان بیماری‌های مختلف همه است اما صحبت به این موضوع کشیده می‌شود که آیا می‌توان در سن آنها دوباره روابط عاشقانه پیدا کرد. مهین تصمیم می‌گیرد که کنترل سرنوشت خود را به‌دست بگیرد و زندگی عاشقانه خود را بازسازی کند. به این ترتیب مهین، بدون اینکه خودش آن را کاملاً اعتراف کند، برنامه روزانه بی‌هدف خود را به قصد مخفیانهٔ آشنایی و ملاقات با یک مرد تنظیم می‌کند. مهین در صف نانوایی، پارک، کافی شاپ هتل و در نهایت در یک رستوران ساده که در آن کوپن‌های غذای بازنشستگان را می‌توان بازخرید کرد، پاتوق می‌کند.
او خود را به فرامرز (اسماعیل محرابی)، یک مرد مجرد متواضع و با شخصیت هم سن و سال خود معرفی می‌کند و به این شکل این دو باهم آشنا می‌شوند. فرامرز یک راننده تاکسی و کهنه نظامی است که در گذشته به خاطر نواختن ساز در عروسی‌ها دچار مشکل شده است. به این ترتیب فرامرز و مهین لحظاتی را با هم در آپارتمان مهین می‌گذرانند، جایی که مهین به فرامرز پیشنهاد پخت کیک مورد علاقه‌اش را می‌دهد. این یک لحظه ارتباط عاطفی است که آنها تمام افکار و احساسات خود را برای آن ذخیره کرده‌اند.

## بازیگران
- لیلی فرهادپور در نقش مهین
- اسماعیل محرابی در نقش فرامرز
- منصوره ایلخانی در نقش پوران
- ثریا اورنگ در نقش دوست مهین
- هما متحدین در نقش دوست مهین
- سیما اسماعیلی در نقش دوست مهین
- امان رحیمی در نقش پیرمرد در رستوران
- عظیم مشهدی در نقش پیرمرد در رستوران
- سعید پیامی‌پور در نقش پیرمرد در رستوران
- اصغر نجات در نقش پیرمرد در رستوران
- مهدی پیله‌وری در نقش مامور گشت ارشاد
- محمد حیدری در نقش راننده جوان
- خسرو عباسی در نقش پاکبان پارک
- مظفر اسماعیلی در نقش باغبان
- ملیکا پازوکی در نقش دختر در پارک
- عفت رسولی‌نژاد در نقش زن همسایه
- امیرحسین اسفندیاری در نقش گارسن هتل
- شاهین کریمی در نقش مسئول آژانس
- سعید لشگرو در نقش صندوق‌دار رستوران
- محمدعلی باباجانی در نقش راننده تاکسی
- امیر آذرمیان در نقش مرد در نانوایی
- بتول معززی در نقش زن مسافر تاکسی
- معراج ابطحی در نقش پسر جوان در پارک
- سحر فراهانی در نقش مامور گشت ارشاد

## تولید

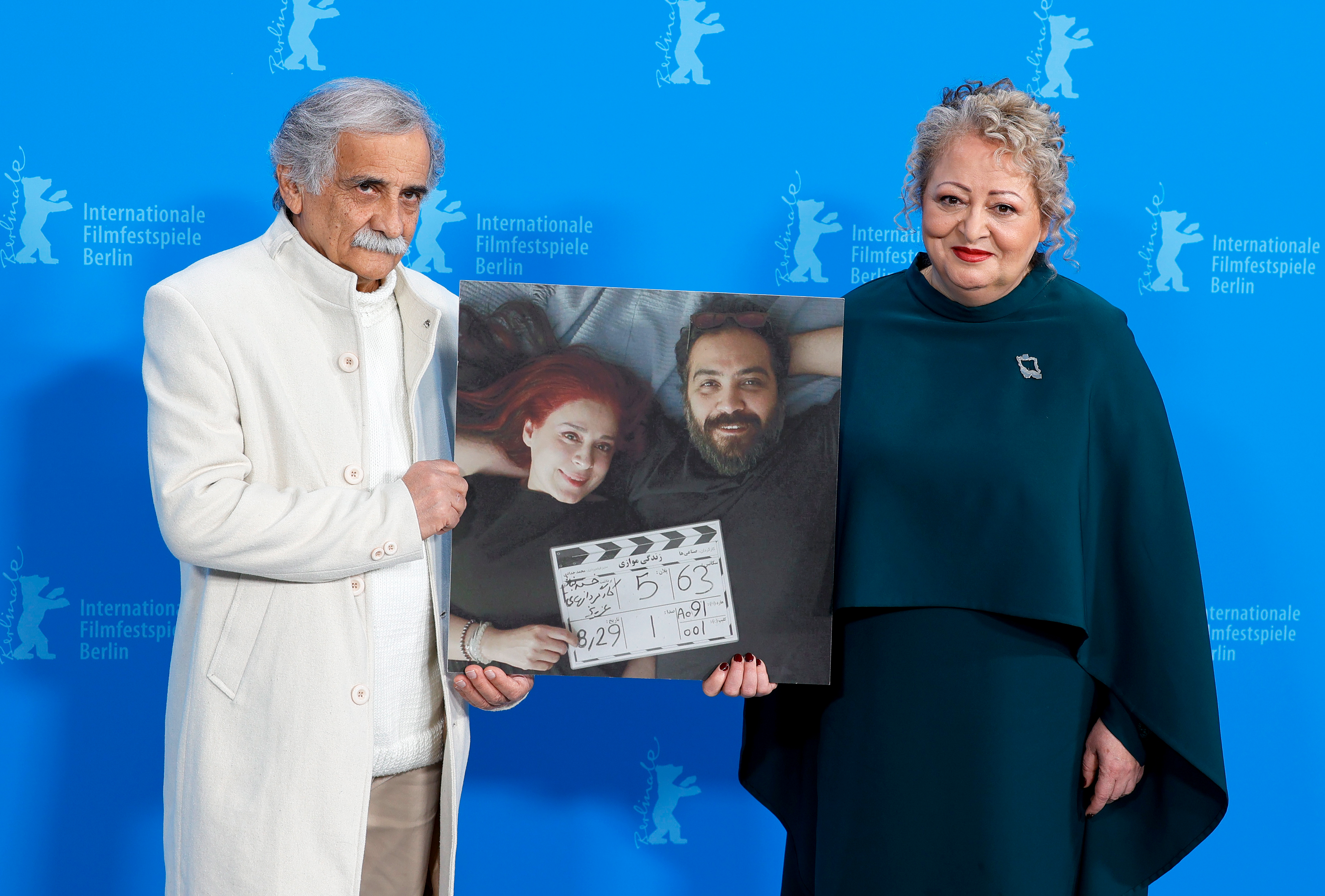
بازیگران فیلم در جشنواره برلین

در گزارشی از رادیو فردا عنوان شد که لیلی فرهادپور در این فیلم بدون حجاب به ایفای نقش پرداخته است. اما کارگردانان فیلم اعلام کردند که برای لیلی فرهادپور از کلاه‌گیس استفاده شده است.
در سپتامبر ۲۰۲۳ که مقدم و صناعی‌ها می‌خواستند برای مراحل پساتولید فیلم به پاریس بروند، گذرنامه آن‌ها ضبط شد و ممنوع‌خروج شدند. این رخداد در پی یورش نیروهای امنیتی ایران به خانه تدوین‌گر فیلم رخ داد که در جریان آن فیلم‌های تدوین‌نشده و سایر آثار مربوط به تولید را ضبط کردند. رسانه‌ها این اقدام را مانند فیلم قصیده گاو سفید دیدند که حکومت ایران اجازه اکران آن را نداد. در دسامبر ۲۰۲۳، تقریباً ۳۰ سازمان سینمایی، جشنواره و فیلمساز و همچنین سازمان‌های غیردولتی آزادی بیان، نامه‌ای سرگشاده نوشتند و از مقامات ایرانی خواستند فوراً همه اتهامات علیه این دو نفر و ممنوعیت سفر آن‌ها را لغو کنند. امضاکنندگان شامل برلیناله، ائتلاف بین‌المللی فیلمسازان در معرض خطر (ICFR) و انجمن قلم آمریکا بودند.

## بازخورد
در وبگاه جمع‌آوری نقد راتن تومیتوز، ٪۱۰۰ از ۳۱ بررسی منتقدان مثبت است و میانگینِ امتیاز آن ۸٫۴۰/۱۰ است.

### جایزه‌ها و نامزدی‌ها
| جایزه                              | تاریخ         | دسته‌بندی         | دریافت‌کننده               | نتیجه    | منا.   |
| ---------------------------------- | ------------- | ---------------- | ------------------------- | -------- | ------ |
| جایزه توسعه تولید مشترک یورو ایمیج | ۱۹ فوریهٔ ۲۰۲۴ | جایزه یورو ایمیج | کیک محبوب من              | برنده    | [ ۱ ]  |
| جشنواره بین‌المللی فیلم برلین       | ۲۵ فوریهٔ ۲۰۲۴ | خرس طلایی        | مریم مقدم و بهتاش صناعی‌ها | نامزدشده | [ ۱۰ ] |
| جشنواره بین‌المللی فیلم برلین       | ۲۵ فوریهٔ ۲۰۲۴ | جایزه فیپرِشی     | کیک محبوب من              | برنده    |        |